# Lasianthus neglectus
Lasianthus neglectus là một loài thực vật có hoa trong họ Thiến thảo. Loài này được Valeton ex Bakh.f. mô tả khoa học đầu tiên năm 1963.